# Lee Hye-in
Det här är en artikel om en person med koreanskt personnamn; Lee är familjenamnet.
Lee Hye-in (koreanska: 이혜인), född 16 januari 1995, är en sydkoreansk fäktare som tävlar i värja.

## Karriär
Vid världsmästerskapen i fäktning 2023 i Milano tog Lee brons tillsammans med Choi In-jeong, Kang Young-mi och Song Se-ra i lagtävlingen i värja. Vid VM 2025 i Tbilisi tog hon brons i lagtävlingen i värja tillsammans med Kim Hyang-eun, Lim Tae-hee och Song Se-ra efter att de besegrat Italien i bronsmatchen.